# La Garita Tambaque
La Garita Tambaque är en ort i Mexiko.   Den ligger i kommunen Aquismón och delstaten San Luis Potosí, i den centrala delen av landet, 250 km norr om huvudstaden Mexico City. La Garita Tambaque ligger 61 meter över havet och antalet invånare är 106.
Terrängen runt La Garita Tambaque är kuperad västerut, men österut är den platt. Runt La Garita Tambaque är det ganska tätbefolkat, med 120 invånare per kvadratkilometer. Närmaste större samhälle är Tampate, 5,2 km söder om La Garita Tambaque. Omgivningarna runt La Garita Tambaque är en mosaik av jordbruksmark och naturlig växtlighet.